# Stephen A. Douglas
Stephen Arnold Douglas (Brandon, Vermont; 23 de abril de 1813-Chicago, Illinois; 3 de junio de 1861) fue un político estadounidense de Illinois. Fue un representante de los EE. UU., senador, y candidato a presidente por el Partido Demócrata en las elecciones de 1860, perdiendo ante el republicano Abraham Lincoln. Douglas había derrotado previamente a Lincoln en una disputa en el Senado, conocida por los famosos debates Lincoln-Douglas de 1858. Fue apodado el "Pequeño Gigante", porque aunque de baja estatura física era una figura poderosa y dominante en la política.
Douglas era conocido como un líder del partido ingenioso, hábil, táctico, listo, y eficaz en el debate y la aprobación de leyes. Era un gran defensor de la democracia, creía firmemente en el principio de la soberanía popular, sobre todo en temas como la esclavitud y la expansión territorial. Como presidente de la Comisión de Territorios, Douglas dominó el Senado en 1850. En gran parte fue responsable del acuerdo sobre esclavitud de 1850, que aparentemente resolvía problemas surgidos por ésta. Sin embargo, en 1854 se reabrió la cuestión de la esclavitud con la Ley Kansas-Nebraska, que permitió la esclavitud en algunos territorios donde antes estaba prohibida, dejando la elección a la soberanía popular. La oposición a esta ley condujo a la formación del Partido Republicano.
Douglas apoyó inicialmente la decisión de la Corte Suprema en el caso de Dred Scott de 1857. Sin embargo, durante la campaña al Senado de 1858, argumentó que su efecto podría ser rechazado por la soberanía popular. También se opuso a los esfuerzos del presidente James Buchanan y sus aliados del sur de promulgar un código de esclavos nacional e imponer la constitución de Lecompton, un intento controvertido de admitir a Kansas en la Unión como estado esclavista.
En 1860, el conflicto sobre la esclavitud llevó a la escisión del Partido Demócrata en la Convención de 1860. El ala dura sureña estaba a favor de la esclavitud y rechazó a Douglas, nombrando a su propio candidato, el vicepresidente John C. Breckinridge, mientras que los demócratas del Norte eligieron a Douglas. Douglas creía profundamente en la democracia, argumentando que la voluntad del pueblo debe ser siempre decisiva. Cuando comenzó la guerra civil en abril de 1861 congregó a sus partidarios en la Unión, el gobierno federal, con todas sus energías, pero murió unas semanas después.